# Higashi-ku (Hamamatsu)
Higashi-ku (東区 Higashi-ku?) es un barrio de la ciudad de Hamamatsu, Japón. Tiene una población estimada, a inicios de 2022, de 129 002 habitantes.
La superficie total del barrio es de 46,29 km².